# Austre Trollsteinhøe
De Austre Trollsteinhøe is een berg behorende bij de gemeente Lom in de provincie Oppland in Noorwegen. De berg, gelegen in Nationaal park Jotunheimen, heeft een hoogte van 2090 meter.
De Austre Trollsteinhøe is onderdeel van het gebergte Jotunheimen.